# Лорант, Дьюла
Дью́ла Ло́рант (венг. Lóránt Gyula, при рождении Дью́ла Ли́пович (венг. Lipovics Gyula; 6 февраля 1923, Кёсег — 31 мая 1981, Салоники) — венгерский футбольный защитник, игрок сборной Венгрии, тренер.

## Карьера

### Игровая карьера

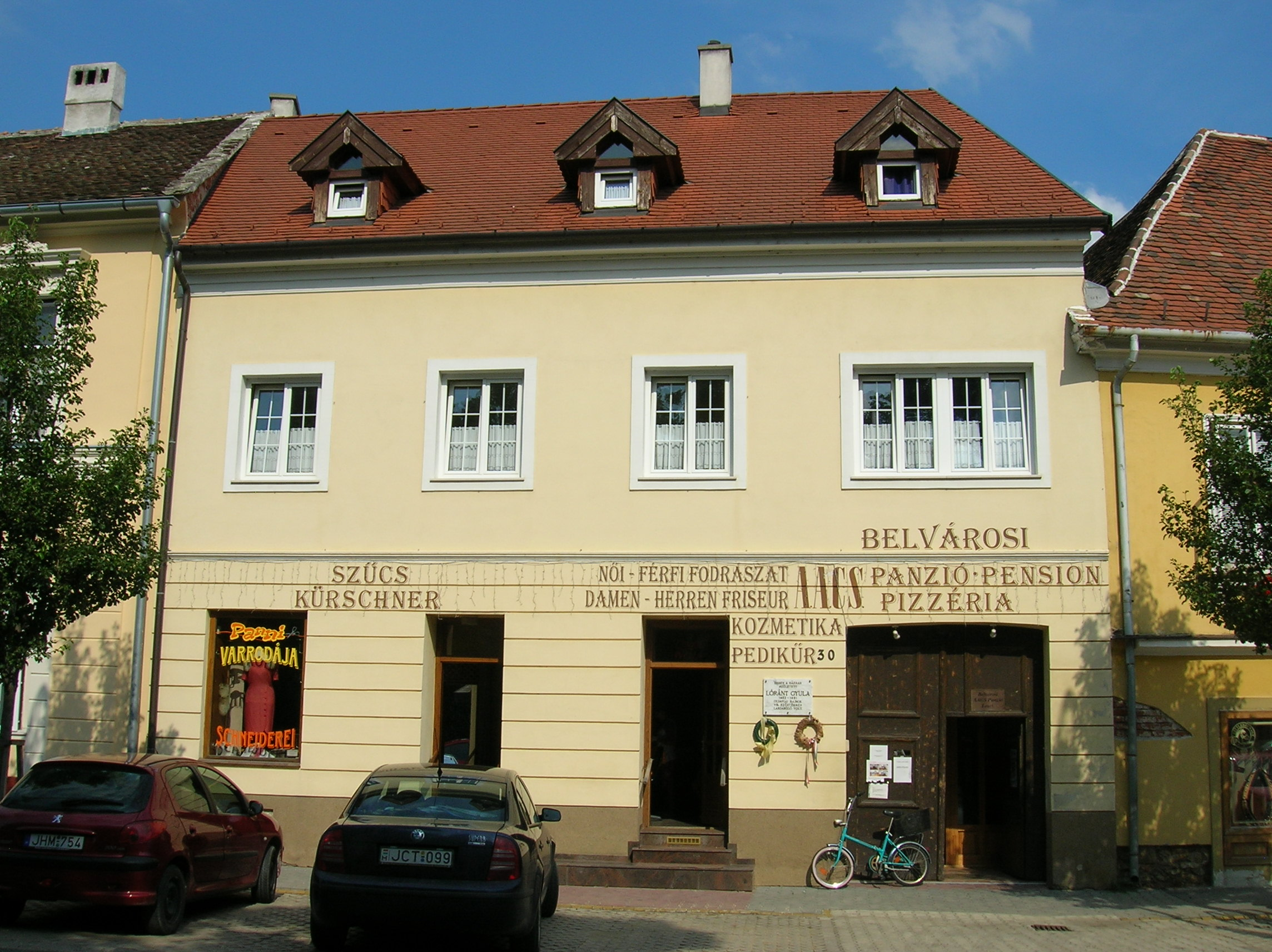
Дом, где вырос Дьюла Лорант

Дьюла Лорант родился в семье полицейского Дьюлы Липовича. Помимо Дьюлы, в семье было ещё два сына — Карой (1921 года рождения) и Имре (1925). Фамилию Липович семья изменила в 1928 году на Лорант из-за усиления националистических настроений в венгерском обществе, связанных с деятельностью тогдашнего венгерского лидера, Миклоша Хорти. Лорант сначала отучился в римско-католической школе, а затем в бенедиктинской гимназии. В гимназии большое внимание уделялось физическому развитию и спорту, что очень помогло Дьюле в дальнейшем. В 1938 году, после окончания гиманазии, Лорант поступил в Педагогический лицей. В том же году клуб «Кёсег» при лицее получил футбольную лицензию, и Лорант был приглашён играть за команду. Футболист действовал удачно, он даже был приглашён играть за молодёжную сборную Венгрии. За неё он провёл два матча: в декабре 1940 года против Хорватии и в марте 1941 — против Югославии.
Осенью 1940 года он перешёл в клуб «Сомбатхеи», который находился в одноимённом городе, куда Дьюла перешёл для обучения в торговой школе. Он выиграл с командой Кубок Святого Ласло, был капитаном команды. Через год футболист стал игроком румынского «Надьваради», который из-за второй мировой войны выступал в чемпионате Венгрии. В этом же клубе игрок, который всю карьеру действовал на позиции правого нападающего, перешёл в центр обороны. 31 июля 1943 год он дебютировал в составе команды в товарищеской игре, в которой «Надьваради» победил 11:2. По итогам сезона клуб выиграл чемпионат Венгрии.
Осенью 1944 года Лорант стал игроком «Вашаша». Затем он вернулся в «Надьваради», который вновь стал играть в первенстве Румынии, а потом играл за «Арад», с которым выиграл чемпионат Румынии. По словам его брата Имре, Дьюла даже сыграл за сборную Румынии, но других данных об этом нет. Летом 1947 года футболист возвратился в Венгрию. Он тайно поехал в поезде, на котором на родину возвращался «Уйпешт». В Венгрии Лорант во второй раз стал игроком «Вашаша», заплатившего за трансфер игрока 80 тыс. форинтов. Во время игра за эту команду Лорант впервые был вызван в состав сборной Венгрии, в составе которой дебютировал 24 октября 1948 года с Румынией (5:1).
В 1949 году Дьюла попытался сбежать из Венгрии по примеру Ладислава Кубалы, но был пойман на границе. Его отправили в тюрьму на 3 месяца и уволили из клуба. Он был вынужден работать на машиностроительном заводе «Кишмотор». О его положении узнал игрок клуба «Гонвед» Ференц Пушкаш. «Гонвед», испытывавший проблемы в обороне, как раз искал хорошего центрального защитника. В результате в сентябре 1951 года Лорант стал игроком «Гонведа». В 1952 году он во второй раз в карьере выиграл национальный чемпионат, а затем в составе сборной завоевал золотые медали Олимпийских игр. В розыгрыше этого турнира Лорант сыграл все 5 матчей. Два года спустя он завоевал серебро чемпионата мира, где также провёл все пять встреч. Лорант играл за «Гонвед» до 1956 года, выиграв с клубом 3 чемпионата Венгрии, а затем выступал за «Спартакус» и «Вашаш» из Ваца.

### Тренерская карьера
После завершения игровой карьеры Лорант провёл несколько лекций в Колледже физического воспитания. Затем работал на компанию MÜTEX. Он пытался быть ресторатором, открывая пабы сначала в Ваце, а затем в Пеште. В 1961 году он получил тренерскую лицензию, а зимой 1962 года возглавил «Гонвед». Однако на посту тренера его постигла неудача. У Лоранта произошёл конфликт с лидером команды Лайошем Тихи; более того, в этом конфликте игроки встали на сторону футболиста. По легенде, в этом виноват сам тренер — якобы когда он впервые вошёл в раздевалку, Тихи протянул ему руку, но Лорант не пожал её, сказав: «Ты можешь здороваться со мной, только если я сам протяну руку». Весной 1963 года Дьюла возглавил «Орослань», где за несколько месяцев работы смог вывести клуб в высший венгерский дивизион. Затем он недолго проработал в «Дебрецене». 26 декабря 1963 года Лорант, после нескольких отказов, смог покинуть страну. Он обосновался в ФРГ, где возглавил любительский клуб «Рейд». Годом позже он стал главным тренером «Кайзерслаутерна». Наивысшим достижением в этот период стало пятое место, завоёванное в сезоне 1966/1967. Затем он провёл сезон в «Дуйсбурге» и вновь вернулся к «Красным».
Следующими клубами Дьюлы стали «Кёльн», с которым он стал четвёртым, и «Киккерс». Потом Лорант работал во «Фрайбургере». В 1975 году Лорант возглавил греческий ПАОК. В первый же год венгерский тренер привёл клуб к чемпионству — первому в истории клуба. Затем он возвратился в Германию, где тренировал «Айнтрахт», приведя клуб к четвёртому месту. В декабре 1977 года Лорант стал главным тренером «Баварии». В клубе венгр не проработал и двух сезонов; он был уволен после конфликтов с лидерами команды Гердом Мюллером и Зеппом Майером. Весной 1979 года Дьюла возглавил «Шальке-04», но не проработал в клубе и года. В 1980 году венгр возвратился в ПАОК. 31 мая 1981 года на 76-й минуте матча своего клуба с «Олимпиакосом» Лорант получил сердечный приступ. Он был похоронен в Эндингене, но 31 мая 2011 года его прах был торжественно перенесён на родину в Кёсег.

## Достижения

### Как игрок
- Чемпион Румынии: 1947
- Чемпион Венгрии: 1943/1944, 1952, 1954, 1955
- Олимпийский чемпион: 1952
- Вице-чемпион мира: 1954
- Обладатель Кубка Центральной Европы: 1953
- В декабре 1953 года награждён орденом Труда «за достижения в области футбола и ряд одержанных побед» и за победу над сборной Англии в выездной товарищеской игре[9].

### Как тренер
- Чемпион Греции: 1976